# Göran Gillinger
Anders Göran Gillinger, född 13 februari 1973 i Vaxholm i Stockholms län, är en svensk skådespelare och manusutvecklare.

## Biografi
Gillinger studerade vid Teaterhögskolan i Stockholm 1999–2003. År 2001 gick han en kurs vid Stella Adler Academy of Acting & Theatre i Los Angeles.
Gillinger blev känd som Raspen i TV-serien Rederiet 1993–1994. Han spelade sedan huvudrollen i långfilmen 30:e november. I komediserien En fyra för tre spelade han rollen som Tobias. I dramaserien Kommissionen (2005) spelade han pressekreteraren Nils Folkesson. Sedan 1997 har han sommartid spelat först Kung Birger, sedan Hertig Erik i det historiska spelet Nyköpings Gästabud på Nyköpingshus. År 2006 gjorde Gillinger rollen som Horace i Molières Hustruskolan på Stadsteatern i Stockholm. År 2005 spelade han huvudrollen i En Svensk Tiger och samma roll på engelska (A Swedish Tiger) i Washington sommaren 2007. I novellfilmen Att bli med barn (2010), spelade han mot Lisa Henni.
År 1995 startade Gillinger företaget Reell Recett i vilket han bedriver sin artistiska verksamhet. Numera arbetar han som manusutvecklare. Han utvecklar ett fantasydrama tillsammans med Joakim Hansson som skapat ”Jägarna” och ”Johan Falk”.
Gillinger har även röstskådespelat till diverse barnprogram på Barnkanalen.
Han är sedan hösten 2014 gift med musikalartisten Jenna Gillinger (fd. Åhrén).

## Filmografi
- 1990 – Storstad (TV-serie)
- 1992 – Kl:k
- 1993 – Sunes sommar
- 1993 – Rederiet
- 1995 – 30:e november
- 1996 – En fyra för tre (TV-serie)
- 1996 – Cluedo – en mordgåta
- 1997 – Emma åklagare
- 1997 – Ture Jonsson tänder till (reklamfilm)[9]
- 1997 – OP7 (TV-serie)
- 2001 – Blå måndag
- 2005 – Kommissionen
- 2005 – Herbie: Fulltankad
- 2005 – Berättelsen om Narnia: Häxan & Lejonet
- 2006 – Ice Age 2
- 2007 – Gustaf 2
- 2008 – Asterix på olympiaden (röst)
- 2009 – Lasse på utflykt
- 2010 – Dumma mej (röst som Vector)
- 2010 – Below The Beltway
- 2010 – Att bli med barn
- 2011 – The Looney Tunes Show (röst som Daffy Anka)
- 2012 – Äkta människor
- 2012 – Röjar-Ralf (röst som Fixar-Felix Jr.)
- 2013 – Halvvägs till himlen
- 2013 - Legends Of Chima (svensk röst till Razar, Plovar, Eglor, Gorzan, Crawley med flera)
- 2015 – Snurre Sprätt och hans vänner (röst som Daffy Anka)
- 2015 – Home (röst som Oh)[10]
- 2016 – Beck – Steinar
- 2016 – Jävla klåpare  (TV-serie gästroll).
- 2016 – Trolljakten (röst som James "Jim" Lake Jr.)
- 2018 – Röjar-Ralf kraschar internet (röst som Fixar-Felix Jr.)
- 2020 – Åreakuten (TV-serie)
- 2020–2022 – Sommaren med släkten (TV-serie)
- 2021 – Space Jam: A New Legacy (röst som Daffy Anka)
- 2022 – Heartbeats (TV-serie)
- 2023 – Avgrunden
- 2024 – Dumma mej 4 (röst)
- 2025 – Vi på Saltkråkan (TV-serie)

## Teater

### Roller (ej komplett)
| År   | Roll          | Produktion                | Regi          | Teater                     |
| ---- | ------------- | ------------------------- | ------------- | -------------------------- |
| 2011 | Bengt Brando  | Prima Donnor Ken Ludwig   | Ricky Andreis | Mariebergsskogen, Karlstad |
| 2013 | Advokat Brack | Hedda Gabler Henrik Ibsen | Farnaz Arbabi | Uppsala stadsteater        |